# Joan Baez in Concert
Joan Baez in Concert — концертный альбом американской фолк-певицы Джоан Баэз, записанный в течение американского турне и выпущенный в том же 1962 году. Так как песни, изданные на нём, ранее не выпускались, альбом можно считать номерным.

## Об альбоме
«Até Amanhã» — это бразильская песня о любви, спетая полностью на португальском языке.
Группа Led Zeppelin сделала кавер-версию песни «Babe, I'm Gonna Leave You» в тяжёлой аранжировке Джимми Пэйджа.

## Список композиций
| №                   | Название                                    | Автор(ы)                            | Длительность |
| ------------------- | ------------------------------------------- | ----------------------------------- | ------------ |
| 1.                  | «Babe, I'm Gonna Leave You»                 | Anne Bredon                         | 3:12         |
| 2.                  | «Geordie» (Child # 209)                     | народная                            | 3:38         |
| 3.                  | «Copper Kettle»                             | Albert Frank Beddoe                 | 2:44         |
| 4.                  | «Kumbaya»                                   | народная                            | 3:34         |
| 5.                  | «What Have They Done To The Rain»           | Мальвина Рейнольдс                  | 2:56         |
| 6.                  | «Black Is The Color Of My True Love's Hair» | народная, аранж. Джон Джейкоб Найлз | 2:50         |
| 7.                  | «Danger Waters»                             | народная                            | 3:39         |
| 8.                  | «Gospel Ship»                               | народная                            | 3:01         |
| 9.                  | «House Carpenter» (Child # 243)             | народная                            | 5:22         |
| 10.                 | «Pretty Boy Floyd»                          | Гатри Вуди                          | 4:43         |
| 11.                 | «Lady Mary»                                 | народная                            | 2:52         |
| 12.                 | «Ate Amanha»                                | народная                            | 2:31         |
| 13.                 | «Matty Groves» (Child # 81)                 | народная                            | 7:26         |
| Общая длительность: | Общая длительность:                         | Общая длительность:                 | 48:27        |

| №                   | Название                 | Автор(ы)            | Длительность |
| ------------------- | ------------------------ | ------------------- | ------------ |
| 14.                 | «Streets Of Laredo»      | народная            | 2:41         |
| 15.                 | «My Good Old Man»        | народная            | 3:23         |
| 16.                 | «My Lord What A Morning» | народная            | 4:00         |
| Общая длительность: | Общая длительность:      | Общая длительность: | 58:31        |

## Участники записи
Джоан Баэз — вокал, гитара